# 大郷町立明星中学校
大郷町立明星中学校（おおさとちょうりつ みょうじょうちゅうがっこう）は、かつて宮城県黒川郡大郷町粕川にあった町立の中学校。

## 概要
大谷村粕川村学校組合立として開校、大郷町立として大松沢中学校と統合され閉校。大郷町立大郷中学校となった。

## 沿革
- 1947年（昭和22年）4月1日 - 学制改革で、大谷村立大谷中学校、粕川村立粕川中学校、大松沢村立大松沢中学校がそれぞれ誕生。
- 1950年（昭和25年）9月1日 - 大谷村粕川村学校組合立明星中学校として開校。

- 1954年（昭和29年）6月30日 - 合併による大郷村の開庁式が明星中学校を会場に開催される。（7月1日　大谷村、粕川村および大松沢村が合併し、大郷村となる。）
- 1954年（昭和29年）12月17日 - 火災により全焼。
- 2008年（平成20年）3月31日 - 大郷町立大松沢中学校と統合のため閉校。

## 学区
- 旧・大郷町立大谷小学校学区
- 旧・大郷町立味明小学校学区
- 旧・大郷町立粕川小学校学区